# Ballstraße 34 (Quedlinburg)

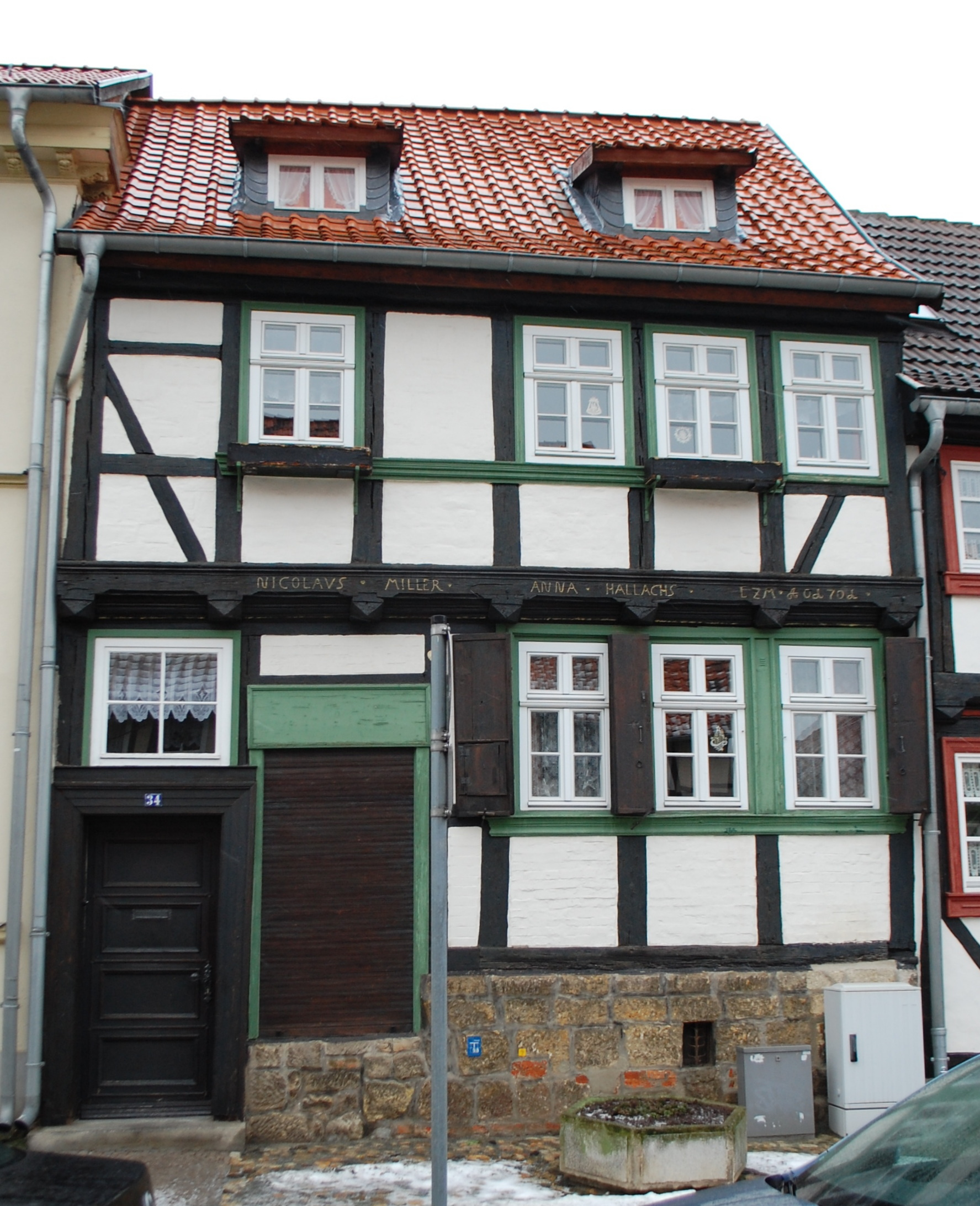
Ballstraße 34

Das Haus Ballstraße 34 ist ein denkmalgeschütztes Gebäude in der Stadt Quedlinburg in Sachsen-Anhalt.

## Lage
Es befindet sich im östlichen Teil der historischen Quedlinburger Neustadt und gehört zum UNESCO-Weltkulturerbe.

## Architektur und Geschichte
Das zweigeschossige Fachwerkhaus entstand nach einer an der Stockschwelle befindlichen Inschrift im Jahr 1701. Als Bauherren werden Nikolaus Miller und Anna Hallach aufgeführt. Der Baumeister hinterließ sein Monogramm LZM. Im Quedlinburger Denkmalverzeichnis ist das Haus als Wohnhaus eingetragen. Die Fassade ist mit für die Bauzeit typischen Verzierungen geschmückt. So finden sich Pyramidenbalkenköpfe, Eckstreben und profilierte Füllhölzer.